# 가속물리학
물리학에서 가속 물리학 즉, 가속기 물리학(영어: Accelerator physics)은 응용 물리학 중 하나로써 입자 가속기의 설계, 건설, 운영 등을 고려한다. 가속기 물리학은 특수 상대론적으로 가속된 하전 입자 빔(relativistic charged particle beams)의 운동, 관측 등에 대해 연구하며 이들이 가속 장치 내의 전자기장과 상호작용 하는 모습도 연구한다.

## 같이 보기
- 입자 가속기
- 분류:가속물리학
- 분류:입자 가속기